# Bürgerliche Einheitsliste
Die Bürgerliche Einheitsliste war ein Wahlbündnis aus bürgerlichen und konservativen Parteien, das bei der Landtagswahl 1930 im Freistaat Braunschweig antrat.
Die Bürgerliche Einheitsliste (BEL) wurde im Sommer 1930 auf Betreiben des konservativen Politikers Ernst August Roloff gegründet. Sie war eine Sammlung aus bürgerlichen, konservativen und nationalen Vereinigungen und Parteien (DNVP, DVP, Zentrum u. a.), die als Listenverbindung bei den Wahlen zum Braunschweigischen Landtag am 14. September 1930 antrat. Ihre Hauptaufgabe bestand darin, die von Heinrich Jasper geführte sozialdemokratische Alleinregierung, das Kabinett Jasper III, zu stürzen.
Bei der Landtagswahl erreichte die BEL 26 % der Stimmen und damit 11 Sitze im Parlament, die durch die Politiker Carl Baumann, Albert Brandes, Gustav Frede, Hans-Udo von Grone, Karl Löbbecke, Gerhard Marquordt, Wilhelm Öhlmann, Ernst August Roloff, Alfred Schmidt, Hermann Vahldiek und Heinrich Wessel besetzt wurden. Diese verpflichteten sich in einer schriftlichen Erklärung dazu, dass sie bei einem eventuellen Verlassen der Fraktion auch ihr Abgeordnetenmandat niederlegen.
Nach Koalitionsgesprächen mit der NSDAP bildete die BEL am 1. Oktober 1930 eine national-konservative Regierung unter Führung des DNVP-Politikers Werner Küchenthal, das Kabinett Küchenthal.